# 王琳 (琅邪王氏)
王 琳（おう りん、生没年不詳）は、南朝斉から梁にかけての官僚。字は孝璋。本貫は琅邪郡臨沂県。

## 経歴
王份の長男として生まれた。南徐州に秀才に挙げられ、征虜建安王法曹を初任とした。司徒東閤祭酒や南平王文学をつとめた。南朝斉のときに蕭衍の同母妹の蕭令嫕（後の義興昭長公主）を妻に迎えており、このため蕭衍が南朝梁を建てると、駙馬都尉の位を受けた。中書侍郎に転じた。謝朏の下で衛軍長史をつとめ、員外散騎常侍の位を受けた。明威将軍・東陽郡太守として出向し、建康に召還されて司徒左長史となった。

## 子女
- 王銓
- 王錫
- 王僉
- 王通
- 王勱
- 王質
- 王固

## 伝記資料
- 『梁書』巻21 列伝第15
- 『南史』巻23 列伝第13